# Симферополски район
Симферополски район (на украински: Сімферопольський район; на руски: Симферопольский район) се намира в южната част на Крим. Административен център е гр. Симферопол.
Има площ 1753 кв. км и население 158 317 души (2016).

### Етнически състав
(2001)
- 49,4% – руснаци
- 23,5% – украинци
- 22,2% – кримски татари
- 1,4% – беларуси
- 0,2% – молдовци
- 0,2% – поляци